# Nuci (okręg Ilfov)
Nuci – wieś w Rumunii, w okręgu Ilfov, w gminie Nuci. W 2011 roku liczyła 616 mieszkańców.